# Szulány
Szulány (szlovákul Suľany) Szulányvicsáp településrésze, korábban önálló falu Szlovákiában, a Nyitrai kerületben, a Nyitrai járásban. 1903-ban egyesítették Kis- és Nagyszulányt, ezen községekből alakult.

## Fekvése
Nyitrától 16 km-re északra fekszik, Szulányvicsáp déli részét képezi.

## Története
A trianoni békeszerződésig Nyitra vármegye Nagytapolcsányi járásához tartozott.

## Népessége
1910-ben 325, túlnyomórészt szlovák lakosa volt.
2001-ben Szulányvicsáp 476 lakosából 475 szlovák volt.